# Kleefkruidgalmug
De kleefkruidgalmug (Dasineura aparines) is een muggensoort uit de familie van de galmuggen (Cecidomyiidae). De wetenschappelijke naam van de soort is voor het eerst geldig gepubliceerd in 1889 door Kieffer. De gal die ontstaat uit de mug ontwikkelt zich op kleefkruid (galium aparine). Door onderzoekers Buhr en Roskam wordt de kleur als bleek zwavelgeel beschreven, door Redfern en Shirley als roomkleurig, wit of bleek oranje. Ook de larven leven op dit kruid. Leden van de sterbladigenfamilie (Rubiaceae) worden als waardplanten van deze muggensoort genoemd.